# Pablo de Rokha
Pablo de Rokha (Licantén, 17 d'octubre de 1895 — Santiago de Xile 10 de setembre de 1968) va ser un poeta xilè. La seva obra bascula entre el romanticisme i l'avantguardisme amb un llenguatge popular que aspirava a captar l'essència del país. Se'n destaca la seva important influència sobre Pablo Neruda entre d'altres més que no pas la seva pròpia obra i el seu caràcter marxista. Va escriure Gran temperatura (1937) i Morfología del espanto (1942).